# 샤크: 더 스톰
《내가 죽기 일주일 전》은 2025년 4월 3일부터 2025년 4월 17일까지 방송중인 TVING 목요드라마다.

## 기획 의도
학교 폭력 피해자인 차우솔이 자신을 3년간 괴롭혀온 가해자의 눈을 찌른 사건을 계기로 왕따에서 범죄자로, 범죄자에서 세계 종합격투기 챔피언이 되는 이야기

## 제작진

### 제작사
- SLL
- 투유드림

### 극본
- 민지

### 연출
- 김건

## 등장 인물

### 주요 인물
- 김민석 : 차우솔 역
- 이현욱 : 현우용 역
- 배명진 : 이원준 역
- 이정현 : 한성용 역
- 박진 : 정상협 역
- 정다은 : 이연진 역

### 특별 출연
- 위하준 : 정도현 역

## 참고 사항
- 촬영이 끝난지 2년이 지나도 공개되지 않고 있다가 2025년 TVING 공개 예정작으로 발표되었다.